# Andreas Kronthaler (Sportschütze)
Andreas Kronthaler (* 11. März 1952 in Erl, Tirol; † 14. März 2025) war ein österreichischer Sportschütze.

## Werdegang
Andreas Kronthaler studierte an der Montanuniversität Leoben und wurde 1973 Mitglied des Corps Schacht, aus dem er später ausschied. Er trat bei den Olympischen Spielen 1984 in Los Angeles im Luftgewehrschießen an. Hinter dem Franzosen Philippe Heberlé, der mit 589 Ringen den Wettbewerb gewann, erzielten der Brite Barry Dagger und Andreas Kronthaler 587 Ringe. Die beiden schossen die Medaillen unter sich aus, wobei Kronthaler mit 36 Ringen gegenüber 22 Ringen von Dagger siegte und die Silbermedaille erhielt. 1985 gewann Kronthaler sowohl bei der Weltmeisterschaft als auch bei der Europameisterschaft die Bronzemedaille.
Weiters konnte er insgesamt fünf Weltmeisterschaftsmedaillen mit der Armbrust gewinnen.
Kronthaler war Bergbau-Diplom-Ingenieur und startete während seiner Karriere für den Schützenverein von Königstetten. Er trainierte beim früheren Weltmeister Gottfried Kustermann aus der Bundesrepublik Deutschland.
1996 erhielt er das Silberne Ehrenzeichen für Verdienste um die Republik Österreich.